# RUSC Anderlues
RUSC Anderlues is een Belgische voetbalclub uit Anderlues. De club is aangesloten bij de KBVB met stamnummer 2719 en heeft paars en geel als kleuren.

## Geschiedenis
De club sloot zich rond 1938 aan bij de Belgische Voetbalbond. Men ging er in de provinciale reeksen spelen.
Uiteindelijk speelden twee clubs in Anderlues, namelijk US Anderlues met paarse clubkleur en SC Anderlues met gele clubkleur. Beide clubs smolten in 1991 samen op initiatief van het gemeentebestuur. De clubnaam werd Royale Union Sporting Club Anderlues en als kleuren koos men de combinatie van de paarse en gele kleuren van de vroegere clubs.
Als fusieclub bleef men enkele seizoen in Tweede Provinciale spelen, tot men daar in 1996 een titel haalde en naar het hoogste provinciale niveau promoveerde. In 1998 degradeerde Anderlues al, maar men haalde meteen een titel om zo in 1999 na een jaar weer terug te keren in Eerste Provinciale. In 2001 haalde RUSCA een plaats in de eindronde, maar daar kon men geen promotie naar de nationale reeksen afdwingen.
De volgende jaren bleef RUSC Anderlues wisselende resultaten neerzetten, waarbij de club verschillende malen op en neer ging tussen Eerste en Tweede Provinciale.

## Resultaten
| Seizoen | Klasse | Klasse | Klasse | Klasse | Klasse | Klasse | Klasse | Klasse | Klasse | Reeks                                                    | Punten                                                   | Opmerkingen                                              |
|         | I      | I      | II     | III    | IV     | P.I    | P.II   | P.III  | P.IV   |                                                          |                                                          |                                                          |
| ------- | ------ | ------ | ------ | ------ | ------ | ------ | ------ | ------ | ------ | -------------------------------------------------------- | -------------------------------------------------------- | -------------------------------------------------------- |
| 2010/11 |        |        |        |        |        |        | 1      |        |        | Tweede prov. Hen. C                                      | 67                                                       |                                                          |
| 2011/12 |        |        |        |        |        | 11     |        |        |        | Eerste prov. Hen.                                        | 37                                                       |                                                          |
| 2012/13 |        |        |        |        |        | 7      |        |        |        | Eerste prov. Hen.                                        | 45                                                       |                                                          |
| 2013/14 |        |        |        |        |        | 12     |        |        |        | Eerste prov. Hen.                                        | 37                                                       |                                                          |
| 2014/15 |        |        |        |        |        |        | 11     |        |        | Tweede prov. Hen. C                                      | 33                                                       |                                                          |
| 2015/16 |        |        |        |        |        |        | 6      |        |        | Tweede prov. Hen. C                                      | 52                                                       |                                                          |
|         | 1A     | 1B     | 1Am    | 2Am    | 3Am    | P.I    | P.II   | P.III  | P.IV   | Vanaf 2016-17 zijn er 3 nationale en 2 regionale niveaus | Vanaf 2016-17 zijn er 3 nationale en 2 regionale niveaus | Vanaf 2016-17 zijn er 3 nationale en 2 regionale niveaus |
| 2016/17 |        |        |        |        |        |        | 3      |        |        | Tweede prov. Hen. C                                      | 60                                                       |                                                          |
| 2017/18 |        |        |        |        |        |        | 1      |        |        | Tweede prov. Hen. C                                      | 63                                                       |                                                          |
| 2018/19 |        |        |        |        |        | 14     |        |        |        | Eerste prov. Hen.                                        | 30                                                       |                                                          |
| 2019/20 |        |        |        |        |        |        | 3      |        |        | Tweede prov. Hen. C                                      | 39                                                       | seizoen vroegtijdig gestopt wegens Covid-19-virus        |
| 2020/21 |        |        |        |        |        |        | -      |        |        | Tweede prov. Hen. C                                      | -                                                        | Seizoen ggeschrapt wegens Covid-19-virus                 |
| 2021/22 |        |        |        |        |        |        | 12     |        |        | Tweede prov. Hen. C                                      | 36                                                       |                                                          |
| 2022/23 |        |        |        |        |        |        | 10     |        |        | Tweede prov. Hen. C                                      | 38                                                       |                                                          |
| 2023/24 |        |        |        |        |        |        | 10     |        |        | Tweede prov. Hen. C                                      | 34                                                       |                                                          |
| 2024/25 |        |        |        |        |        |        | 14     |        |        | Tweede prov. Hen. B                                      | 31                                                       |                                                          |
| 2025/26 |        |        |        |        |        |        |        |        |        | Tweede prov. Hen. C                                      |                                                          |                                                          |

## Bekende spelers
- Michael Cordier (jeugd)